# Gautier Ier de Vignory
Gautier Ier de Vignory (né après 1160 et mort vers 1229) est seigneur de Vignory à la fin du XIIe siècle et au début du XIIIe siècle. Il est le troisième fils fils de Barthélemy, précédent seigneur de Vignory, et de son épouse Elvide de Brienne.
Il accède à la seigneurie de Vignory lorsque son père et son frère aîné Guy VI sont tués au siège de Saint-Jean-d'Acre durant la troisième croisade. Puis, par son mariage avec Élisabeth de Laferté, il devient également seigneur de Laferté-sur-Amance. Ils auront ensemble cinq enfants.
Par la suite, il décide de prendre la croix pendant le tournoi d'Écry, mais ne semble pas avoir participé à la quatrième croisade.
Lors de la guerre de Succession de Champagne, il reste fidèle à la comtesse Blanche de Navarre et son fils Thibaut contre le prétendant Érard de Brienne et sa femme Philippa de Champagne.
Même s'il a eu quelques démêles avec des ordres religieux, il apparait comme un seigneur généreux et s'est distingué par de nombreux dons. Il fonde notamment le prieuré de Lagenevroie qui sera placé sous la dépendance de l'abbaye du Val des Choues.
Il est également un protecteur des arts et des lettres et est cité par le trouvère Colin Muset pour sa générosité dans un de ses textes.
Il meurt vers 1229 et est remplacé par son fils aîné Gautier II à la tête de la seigneurie de Vignory, tandis que son fils puîné Guy hérite de celle de Laferté-sur-Amance.

## Biographie

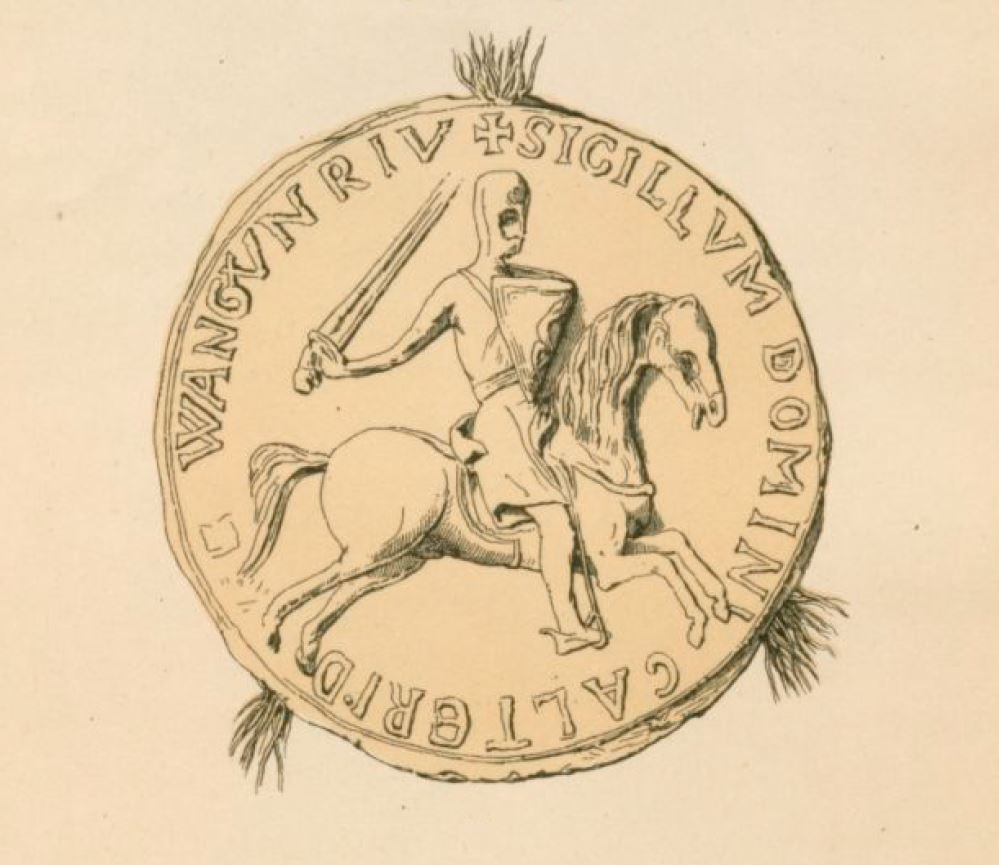
Sceau de Gautier Ier de Vignory.

### Origines
Gautier Ier de Vignory est né vers 1160, probablement au château de Vignory. Il est le troisième fils de Barthélemy, seigneur de Vignory, et de son épouse Elvide de Brienne, elle même fille de Gautier II, comte de Brienne, et d'Adèle de Soissons.
En 1190 ou 1191, son père et son frère aîné Guy VI sont tués lors du siège de Saint-Jean-d'Acre pendant la troisième croisade et Gautier leur succède alors à la tête de la maison de Vignory.

### Mariage
Avant 1200, il épouse Élisabeth (ou Isabelle) de Laferté-sur-Amance, fille unique et héritière de Guy de Laferté-sur-Amance et d'Alix dont le nom de famille inconnu.
À la mort de son beau-père, il devient également seigneur de Laferté-sur-Amance, titre qui sera transmis ultérieurement à son fils puîné Guy de Vignory.

### Croisades
En 1199, il est présent au tournoi d'Écry donné par le comte de Champagne Thibaud III et au cours duquel le prédicateur Foulques de Neuilly prêche la croisade réclamée un an plus tôt par le pape Innocent III. Comme de nombreux seigneurs champenois, il prend la croix ,mais ne semble pas avoir participé à la quatrième croisade. Son nom est néanmoins inscrit dans la deuxième salle des Croisades du château de Versailles.

### Vassalité

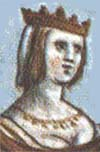
La comtesse Blanche de Navarre.

En 1204, il rend hommage à la comtesse Blanche de Navarre et se reconnait son homme-lige pour le bourg de Vignory, sauve la ligéité du comte de Bourgogne. Le bourg qui s'était formé au pied du château, près du prieuré, devenant de plus en plus important, il fait ériger des remparts autour et le fortifie pour la garde de ses hommes et le refuge de la châtellenie.
Il est cité parmi les chevaliers bannerets de Philippe Auguste vers 1212, mais il n'est pas fait mention de sa présence lors de la bataille de Bouvines en 1214.
Gautier fait partie des plus importants seigneurs de Champagne et assiste aux ordonnances de 1212 et de 1224 sur le règlement de succession des fiefs et sur les duels.
En 1229, il reconnait tenir de Thibaut IV de Champagne le bourg de Colombey-les-Deux-Eglises.

### Guerre de succession de Champagne

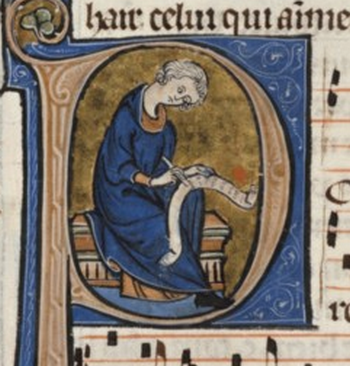
Le comte Thibaut IV, dit le Chansonnier.

Lors de la guerre de succession de Champagne, Gautier semble être resté loyal à Blanche de Navarre et son fils Thibaut IV de Champagne, malgré ses liens de parenté avec le prétendant Erard de Brienne (la mère de Gautier est Helvide de Brienne, tante d'Erard).
En 1214, il est caution de la loyauté de Simon de Joinville, sénéchal de Champagne, dont la comtesse Blanche se méfie. Le frère de Simon, l'évêque de Langres Guillaume de Joinville se porte également caution et menace de frapper Simon d'excommunication et sa terre d'interdit s'il prend parti pour les filles d'Henri II de Champagne.
En 1215, il s'engage, comme Simon de Joinville et de nombreux seigneurs champenois, à soutenir Thibaut IV contre les filles du comte Henri et contre Erard de Brienne. Plus tard, en mai 1216, il reconnaît que ses forteresses de Blaise et d'Isle sont rendables à Thibaut et à Blanche à grande et à petite force,.
Toutefois, vers 1218 Simon de Joinville prend les armes contre la comtesse Blanche, qui refusait de reconnaître son droit héréditaire au titre de sénéchal de Champagne, et il n'est pas impossible que Gautier, proche allié de Simon, le suive dans cette guerre.

### Mouvance de la seigneurie de Vignory
Le bourg et la seigneurie de Vignory étaient mouvant du comté de Champagne à l’exception du château de Vignory qui était mouvant du comté de Bourgogne.
En 1226, la fille de Thibaut IV de Champagne, Blanche de Navarre, est fiancée à Othon III, comte de Bourgogne. Gautier de Vignory, ainsi que Simon IV de Clefmont, Richard de Dampierre et Henri de Fouvent, sont cautions pour le comte de Bourgogne. Pour une raison inconnue, il semble qu'Othon III de Bourgogne ait rompu les fiançailles, et n'ait pas rempli ses engagements envers Thibaut IV de Champagne. De ce fait, en tant que caution, le château de Vignory est désormais mouvant du comté de Champagne.

## Libéralités religieuses

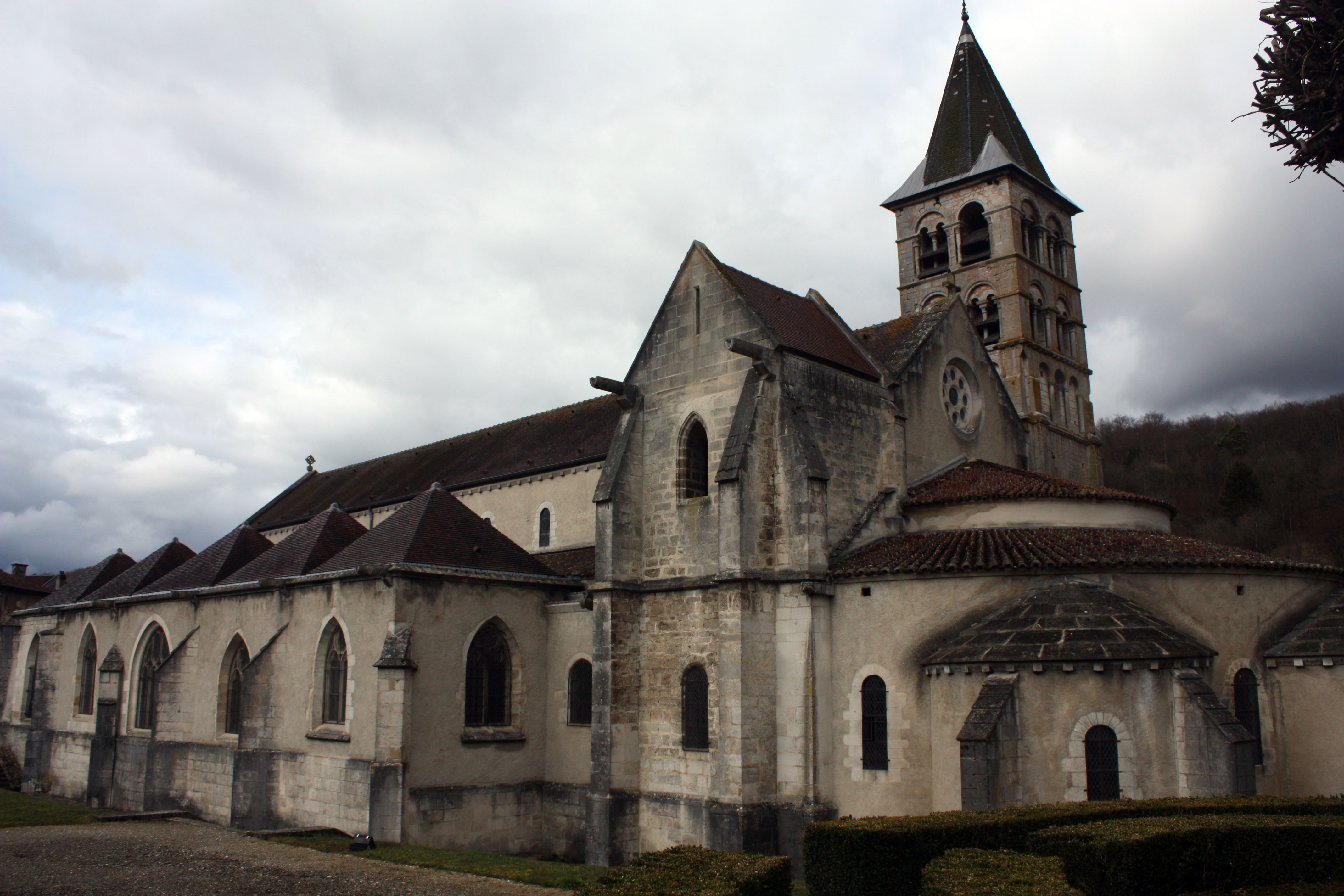
Église Saint-Étienne de Vignory dont le début de la construction date du XIe siècle.

À l'instar de son père, Gautier a eu plusieurs différends avec les ordres religieux. Toutefois, il s'est montré plus libéral que lui et été de nature plus généreuse.
Il fait ainsi des libéralités aux prieurés de Vignory, de Colombey-les-Deux-Églises, à l'hospice de Bar-sur-Aube, à la Maison-Dieu de Vignory, à l'église de Champcourt, de l'évêché de Langres, des abbayes de Saint-Bénigne, de La Crête, du Val-des-Ecoliers, de Beaulieu, de Montier-en-Der et de Clairvaux.
Vers 1210, lui et sa femme Élisabeth font de grandes dotations au prieuré de Champcourt, déjà existant au XIIe siècle, qu'ils en apparaissent ensuite comme les fondateurs,.
Vers 1216, il fonde le prieuré de Lagenevroie, aujourd'hui ferme de la commune de Soncourt-sur-Marne, mais qui a entrainé la naissance du village de La Genevroye. Ce prieuré sera placé sous la dépendance des religieux cisterciens de l'abbaye du Val des Choues,.

## Protection des arts et des lettres
Gautier est un des protecteurs du trouvère Colin Muset, que ce dernier cite (comme le comte Hugues de Vaudémont) dans un de ses textes.

« Mon bon signor proieroie
De Waignonrut le vaillant,
Que por Deu ne se recroie. »

Néanmoins, un autre trouvère, dont le nom est inconnu mais surnommé le trouvère de Choiseul, indique avoir eu porte close au château de Vignory.

« Perdu ai deux chastelx

Dont je suis mout engrés,

Et bien m'en doit chaloir,

C'est Vignoris, Rignez ;

Deux seignors i a belx

Qui ne daignent valoir

S'ont mis à nonchaloir

Armes et le cembelx

Il n'ont ou mantel parc,

Foi que doi saint Eloir ! »

## Famille

### Mariage et enfants

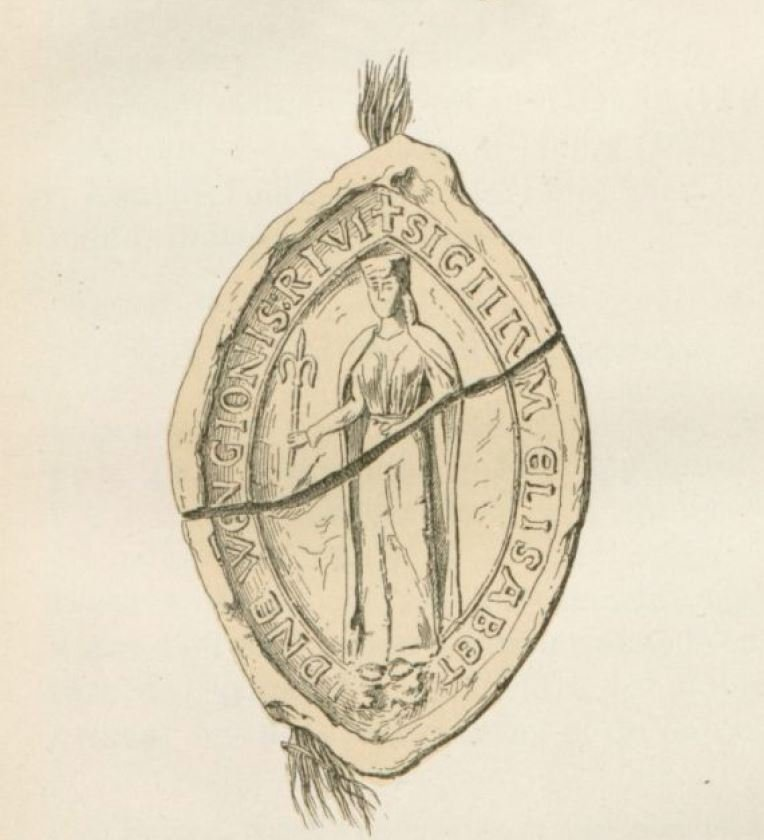
Sceau d'Élisabeth de Laferté-sur-Amance.

Avant 1200, il épouse Élisabeth (ou Isabelle) de Laferté-sur-Amance, fille de Guy de Laferté-sur-Amance et d'Alix (nom de famille inconnu), dont il a au moins cinq enfants :
- Gautier de Vignory, qui succède à son père comme seigneur de Vignory.
- Guy de Vignory († après 1247), qui hérita de la seigneurie de Laferté-sur-Amance. Il épouse une dénommée Alix, dont le nom de famille est inconnu, dont il a au moins un enfant :
  - Gautier de Vignory ou Gautier de Laferté-sur-Amance († après 1272), qui succède à son père. Il épouse une dénommée Jeanne, dont le nom de famille est inconnu, dont il a au moins un enfant :
    - Guy de Vignory ou Guy de Laferté-sur-Amance († vers 1290-1291), qui succède à son père. Il épouse Alix de Choiseul, fille de Jean Ier, seigneur de Choiseul, et de Bartholomette (ou Alix) d’Aigremont, dont il a au moins trois fils et une fille.
- Guillaume de Vignory, chanoine à Langres. Probablement mort jeune, avant ses parents.
- Marguerite de Vignory, citée dans une charte de 1213 et une autre de 1227. Probablement morte sans union ni postérité.
- Gérard de Vignory, chanoine puis archidiacre à Langres.